# Siikasaaret (ö i Södra Savolax, S:t Michel, lat 61,96, long 27,06)
Siikasaaret är en ö i Finland. Den ligger i sjön Kyyvesi och i kommunen Kangasniemi i den ekonomiska regionen  S:t Michel och landskapet Södra Savolax, i den södra delen av landet, 230 km nordost om huvudstaden Helsingfors. Öns area är 3,5 hektar och dess största längd är 400 meter i sydöst-nordvästlig riktning.  Notera att namnet antyder att det är fråga om flera öar.